# Мавзолей имама Хасана аль-Басри
Мавзолей имама Хасана аль-Басри (араб. جامع المقام‎) — исторический мавзолей и святилище в Басре, Ирак.

## История
Святилище, посвященное памяти известного суннитского исламского улема Хасана аль-Басри, который родился за два года до конца правления второго халифа Умара ибн аль-Хаттаба. Мавзолей расположен в районе Зубайр, где имеется множество кладбищ.
В мавзолее находятся гробницы Хасана аль-Басри и Ибн Сирина, а само здание увенчано конической купольной башней, украшенной гравюрами. Башня была построена в 1185 году н. э. 34-м халифом из династии Аббасидов Ан-Насиром Лидиниллахом в сельджукском архитектурном стиле, при этом нижняя часть башни шире верхней. В северной части гробницы находятся две колонны с гипсовыми росписями. Рядом с гробницей находится комната с могилой семьи ан-Накиб. Гробница Хасана выполнена из мрамора. Небольшая молитвенная комната также служит мечетью.